# Wioślarstwo na Letnich Igrzyskach Olimpijskich 2016 – czwórka podwójna kobiet
Rywalizacja w czwórce podwójnej kobiet w wioślarstwie na Letnich Igrzyskach Olimpijskich 2016 rozgrywana była między 6 a 11 sierpnia na Lagoa Rodrigo de Freitas.
Do zawodów zgłoszonych zostało 7 osad.

## Terminarz
Wszystkie godziny podane są w czasie brazylijskim (UTC-03:00).
| Data             | Godzina   |            |
| Data             | UTC-03:00 |            |
| ---------------- | --------- | ---------- |
| 6 sierpnia 2016  | 13:10     | Eliminacje |
| 8 sierpnia 2016  | 8:40      | Repasaże   |
| 11 sierpnia 2016 | 10:24     | Finały     |

## Rekordy
| Nazwa             | Zawodnicy                                             | Kraj   | Rezultat | Miejsce   | Data             |
| ----------------- | ----------------------------------------------------- | ------ | -------- | --------- | ---------------- |
| Rekord świata     | Annekatrin Thiele Carina Bär Julia Lier Lisa Schmidla | Niemcy | 6:06,840 | Amsterdam | 30 sierpnia 2014 |
| Rekord olimpijski | Tang Bin Jin Ziwei Xi Aihua Zhang Yangyang            | Chiny  | 6:11,830 | Pekin     | 10 sierpnia 2008 |

## Wyniki

### Eliminacje
Do finału awansowała zwycięska osada z każdego biegu. Pozostałe osady wzięły udział w repasażach.
Bieg 1
| Pozycja | Tor | Zawodniczki                                                             | Reprezentacja | Czas    | Uwagi |
| ------- | --- | ----------------------------------------------------------------------- | ------------- | ------- | ----- |
| 1.      | 1   | Daryna Werchohlad Ołena Buriak Anastasija Kożenkowa Jewhenija Nimczenko | Ukraina       | 6:35,48 | FA    |
| 2.      | 3   | Jessica Hall Kerry Hore Jennifer Cleary Madeleine Edmunds               | Australia     | 6:37,43 |       |
| 3.      | 2   | Chantal Achterberg Nicole Beukers Inge Janssen Carline Bouw             | Holandia      | 6:38,58 |       |
| 4.      | 4   | Zhang Ling Jiang Yan Wang Yuwei Zhang Xinyue                            | Chiny         | 6:40,21 |       |

Bieg 2
| Pozycja | Tor | Zawodniczki                                                         | Reprezentacja     | Czas    | Uwagi |
| ------- | --- | ------------------------------------------------------------------- | ----------------- | ------- | ----- |
| 1.      | 3   | Annekatrin Thiele Carina Bär Julia Lier Lisa Schmidla               | Niemcy            | 6:30,86 | FA    |
| 2.      | 2   | Maria Springwald Joanna Leszczyńska Agnieszka Kobus Monika Ciaciuch | Polska            | 6:33,43 |       |
| 3.      | 1   | Grace Latz Tracy Eisser Megan Kalmoe Adrienne Martelli              | Stany Zjednoczone | 6:40,78 |       |

### Repasaże
Cztery pierwsze osady awansowały do finału.
| Pozycja | Tor | Zawodnik                                                            | Reprezentacja     | Czas    | Uwagi |
| ------- | --- | ------------------------------------------------------------------- | ----------------- | ------- | ----- |
| 1.      | 1   | Chantal Achterberg Nicole Beukers Inge Janssen Carline Bouw         | Holandia          | 6:24,31 | Q     |
| 2.      | 2   | Maria Springwald Joanna Leszczyńska Agnieszka Kobus Monika Ciaciuch | Polska            | 6:25,49 | Q     |
| 3.      | 5   | Zhang Ling Jiang Yan Wang Yuwei Zhang Xinyue                        | Chiny             | 6:28,49 | Q     |
| 4.      | 4   | Grace Latz Tracy Eisser Megan Kalmoe Adrienne Martelli              | Stany Zjednoczone | 6:28,54 | Q     |
| 5.      | 3   | Jessica Hall Kerry Hore Jennifer Cleary Madeleine Edmunds           | Australia         | 6:28,60 |       |

### Finał
| Pozycja | Tor | Zawodniczki                                                             | Reprezentacja     | Czas    | Uwagi |
| ------- | --- | ----------------------------------------------------------------------- | ----------------- | ------- | ----- |
| złoto   | 4   | Annekatrin Thiele Carina Bär Julia Lier Lisa Schmidla                   | Niemcy            | 6:49,39 |       |
| srebro  | 5   | Chantal Achterberg Nicole Beukers Inge Janssen Carline Bouw             | Holandia          | 6:50,33 |       |
| brąz    | 2   | Maria Springwald Joanna Leszczyńska Agnieszka Kobus Monika Ciaciuch     | Polska            | 6:50,86 |       |
| 4.      | 3   | Daryna Werchohlad Ołena Buriak Anastasija Kożenkowa Jewhenija Nimczenko | Ukraina           | 6:56,09 |       |
| 5.      | 1   | Grace Latz Tracy Eisser Megan Kalmoe Adrienne Martelli                  | Stany Zjednoczone | 6:57,67 |       |
| 6.      | 6   | Zhang Ling Jiang Yan Wang Yuwei Zhang Xinyue                            | Chiny             | 6:59,45 |       |